# Alfie Vaeluaga
Pas d'image ? Cliquez ici

a Compétitions nationales et continentales officielles uniquement.

b Matchs officiels uniquement.
Dernière mise à jour le 2 janvier 2018.
Alfie Vaeluaga, connu également sous le nom de Alfie To'oala, né le 30 janvier 1980 à Apia (Samoa), est un joueur de rugby à XV, ayant joué avec l'équipe des Samoa. Il évolue aux postes de troisième ligne centre ou troisième ligne aile.

## Carrière
Il a joué le premier match samoan de la Coupe du monde de rugby à XV 2007 et à la suite d'un plaquage dangereux sur Percy Montgomery, il a été suspendu pour un match. Il a eu sa première cape internationale le 11 novembre 2000, à l’occasion d’un match contre l'équipe du pays de Galles.

## Palmarès
- 13 sélections avec l'Équipe des Samoa de rugby à XV
- Sélections par année : 2 en 2000, 6 en 2001, 5 en 2007
- En coupe du monde :
  - 2007 : 1 sélection (Afrique du Sud)